# Spread Your Wings
Spread Your Wings – ballada rockowa brytyjskiej grupy Queen, wydana w 1978 roku jako singiel promujący album News of the World (z 1977). Na stronie B umieszczono utwór „Sheer Heart Attack”. „Spread Your Wings” to rockowa ballada napisana przez basistę Johna Deacona. Jest to pierwszy singel grupy bez chórków i harmonii wokalnych.
Wykonanie utworu na żywo dostępne jest na albumie Live Killers.
Tekst opisuje młodego chłopaka o imieniu Sammy, który zarabia na życie sprzątając w barze. Narrator (wokalista) stara się go rozchmurzyć, śpiewając „spread your wings and fly away” (rozwiń skrzydła i odleć).
Teledysk nagrywany zimą na świeżym powietrzu wymusił od Briana Maya użycia repliki gitary Red Special.
Oprócz wersji z albumu News of the World, zespół nagrał podczas jednej sesji BBC wersję z bardziej rozwiniętym fragmentem na fortepianie i końcówką up tempo.
Swoje wykonanie utworu w 1992 roku na płycie Somewhere Far Beyond oraz
w 1996 na płycie The Forgotten Tales zamieścił niemiecki zespół powermetalowy Blind Guardian.